# Mayridia terteriani
Mayridia terteriani är en stekelart som beskrevs av Herthevtzian 1979. Mayridia terteriani ingår i släktet Mayridia och familjen sköldlussteklar.
Artens utbredningsområde är Armenien. Inga underarter finns listade i Catalogue of Life.